# 795 Gruziński Batalion Piechoty
795 Gruziński batalion piechoty (niem. Georgische Infanterie-Bataillon 795) – kolaboracyjny oddział wojskowy Wehrmachtu złożony z Gruzinów podczas II wojny światowej.

## Historia
Został utworzony 8 lipca 1942 r. w Kruszynie koło Radomia. Wchodził w skład Legionu Gruzińskiego. Na czele batalionu stanął por. Schirr. Kolejnym dowódcą był por. Ziller. Funkcję szefa sztabu pełnił por. Knabe. Dowództwo 1 kompanii objął b. kapitan Armii Czerwonej Czilaszwili, 2 kompanii – emigrant por. Czeszelaszwili, 3 kompanii – b. kapitan Armii Czerwonej Cereteli, 4 kompanii karabinów maszynowych – Łomatidze, a 5 kompanii sztabowej – Niemiec por. Kam. Oddział liczył ok. 920 ludzi, w tym ponad 40 Niemców. Otrzymał nieformalną nazwę „Szałwa Magłakelidze”. W poł. lipca tego roku przeniesiono go do Zielonki pod Warszawą. W poł. sierpnia został przetransportowany na front wschodni na południową Ukrainę z podporządkowaniem niemieckiej 23 Dywizji Pancernej gen. Erwina Macka. Walczył w rejonie Piatigorska. Na pocz. października zdezerterowała grupa Gruzinów. Niemcy natychmiast wycofali batalion na tyły. Nie przeszkodziło to kolejnym dezercjom. Większość gruzińskich żołnierzy została schwytana i rozstrzelana. W poł. października batalion został rozbrojony. Pod koniec listopada Gruzinów przeznaczono do budowy fortyfikacji polowych w rejonie wsi Krupsko-Ulianowskij. Na początku grudnia Sowieci zaatakowali te pozycje, co zmusiło Niemców do uzbrojenia batalionu, który wziął udział w ciężkich walkach obronnych. Następnie wycofał się on wraz z wojskami niemieckimi na Kubań. Stamtąd w połowie lutego 1943 r. został ewakuowany drogą lotniczą na Półwysep Kerczeński. Liczył wówczas jedynie 44 Niemców i 246 Gruzinów. Pod koniec kwietnia tego roku powrócił do Kruszyny, gdzie został uzupełniony. Na początku lipca przeniesiono go do Radzynia. Od połowie sierpnia do poł. września ochraniał linie kolejowe, mosty, drogi w rejonie Radzynia. Podczas kilku potyczek z polskimi partyzantami stracił 2 zabitych, 2 rannych i 9 zaginionych. 10 Gruzinów zdezerterowało. W poł. października batalion został przetransportowany do okupowanej północnej Francji z przydziałem do niemieckiej 709 Stacjonarnej Dywizji Piechoty gen. Eckkarda von Geyso, a od poł. grudnia gen. Karla-Wilhelma von Schliebena. Na początku maja 1944 r. Gruzinów rozmieszczono na wybrzeżu normandzkim w rejonie miasteczka Turqueville w składzie 739 Fortecznego Pułku Grenadierów. Po inwazji wojsk alianckich w Normandii 6 czerwca tego roku, walczył z amerykańskimi spadochroniarzami ze 101 Dywizji Powietrznodesantowej, po czym mocno osłabiony wycofał się do Cherbourga, gdzie skapitulował 30 czerwca.